# Musaranyes elefant
Les musaranyes elefant (Macroscelididae) són petits mamífers insectívors nadius d'Àfrica i pertanyents a l'ordre dels macroscelideus. El seu nom tradicional "musaranya elefant" prové d'una semblança percebuda entre els seus llargs nassos i la trompa d'un elefant, i la seva similitud superficial amb les musaranyes (família Soricidae) de l'ordre Eulipotyphla. No obstant això, l'anàlisi filogenètica ha revelat que les musaranyes elefant no es classifiquen amb les veritables musaranyes, sinó que estan més relacionades amb els elefants que amb les musaranyes. El 1997, el biòleg Jonathan Kingdon va proposar que en el seu lloc s'anomenessin "sengis" (singular sengi), un terme derivat de les llengües bantus d'Àfrica, i el 1998 es van classificar en el nou clade Afrotheria.

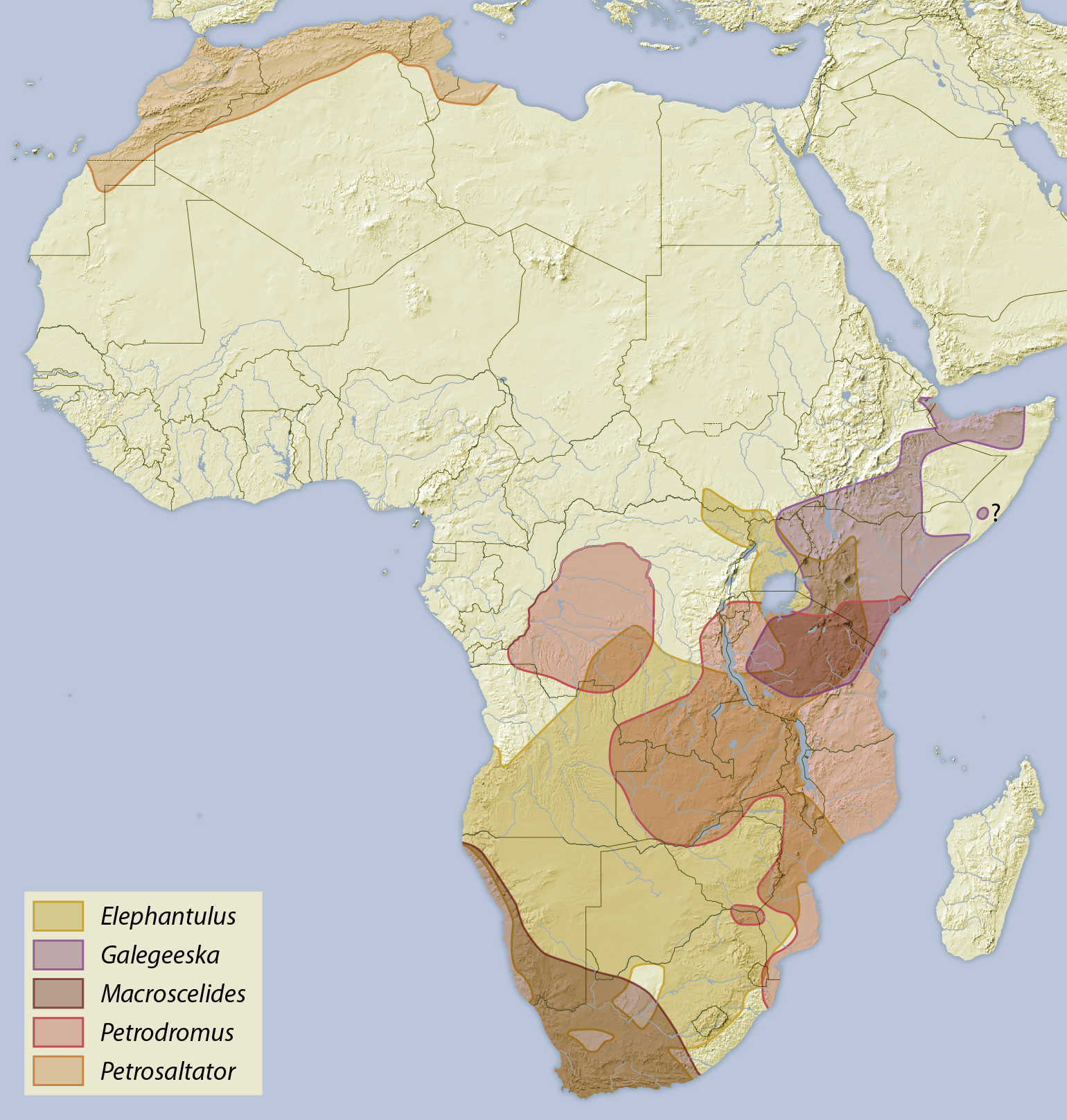
Àrees de distribució dels diferents gèneres a Àfrica.

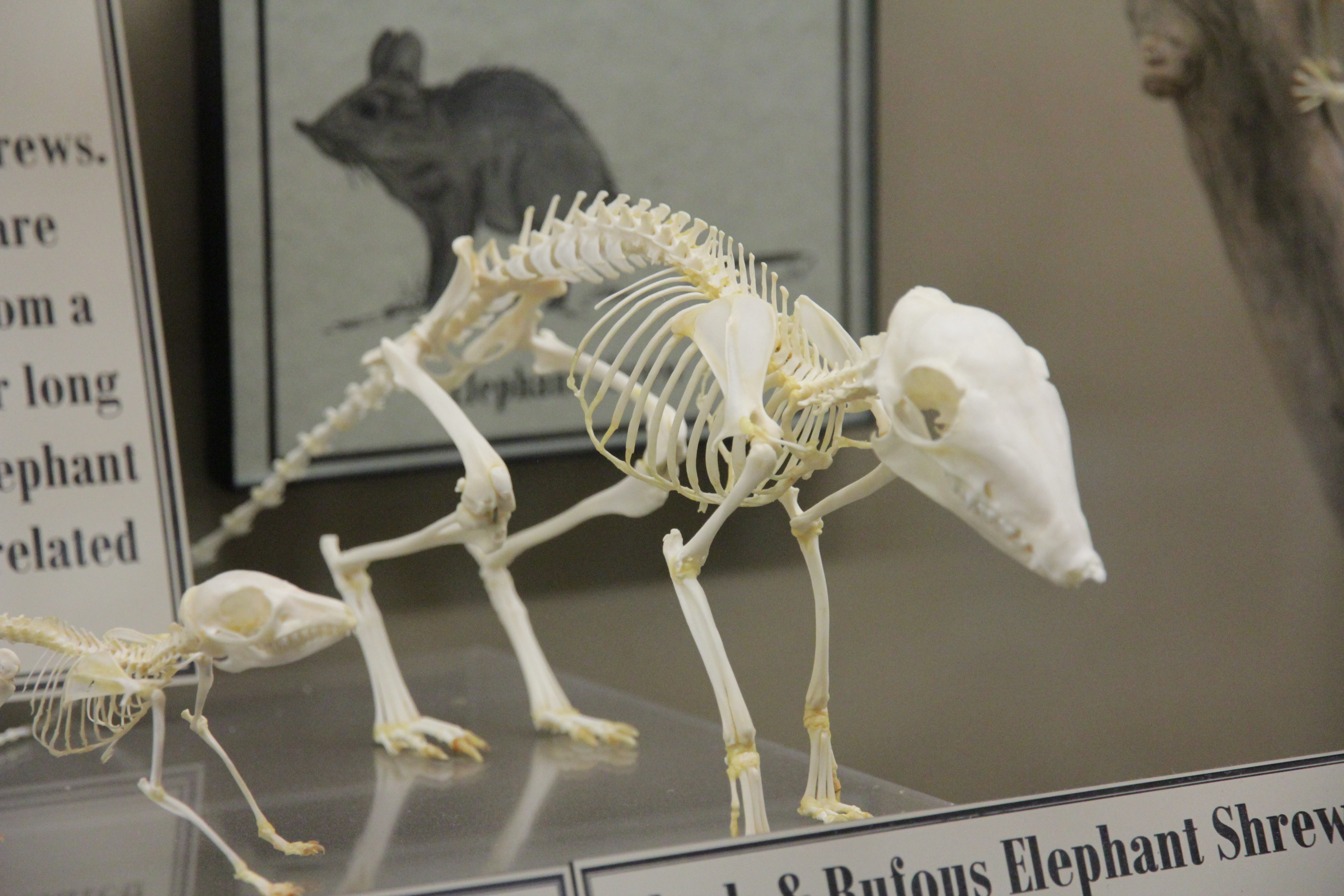
Esquelet de R. petersi, Museu d'Osteologia.

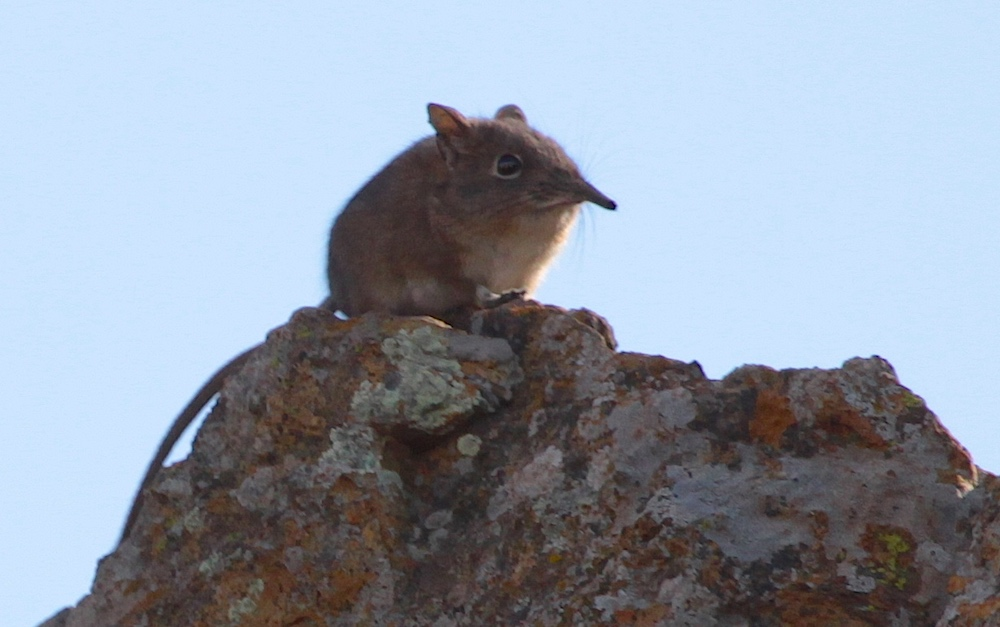
Musaranya elefant de roca oriental, Elephantulus myurus, Sud-àfrica

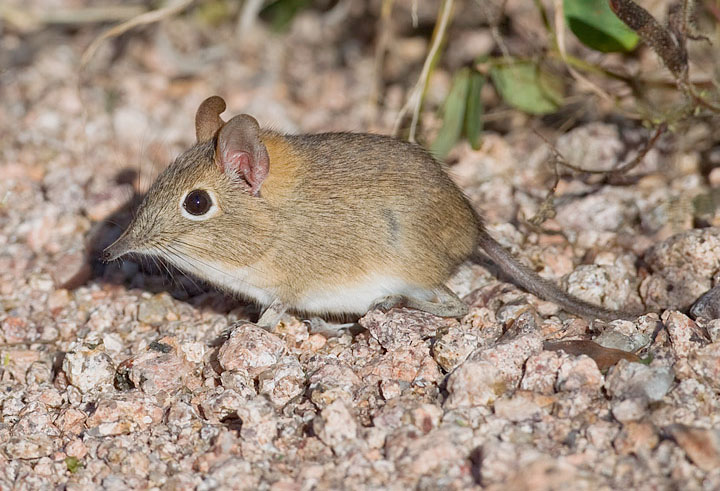
Musaranya elefant de bosc, E. intufi, Namíbia

## Distribució i hàbitat
Les musaranyes elefant viuen principalment a l'Àfrica central, oriental i meridional, des del Sudan i la República Democràtica del Congo fins a Sud-àfrica. Una espècie, la musaranya elefant nord-africana, es troba al nord-oest d'Àfrica, des del Marroc fins a Líbia. La majoria de les espècies viuen al sud del Sàhara. No obstant això, no es troba cap representant a l'Àfrica occidental. Les diferents espècies es troben als països Algèria, Angola, Botswana, República Democràtica del Congo, Etiòpia, Kenya, Líbia, Malawi, el Marroc, Moçambic, Namíbia, Uganda, Ruanda, Sudan, Somàlia, Eswatini, Tanzània, Tunísia, Sàhara Occidental, Zàmbia, Zimbàbue i Sud-àfrica. La Musaranya elefant gegant (Rhynchocyon cirnei) també podria trobar-se a la República Centreafricana.
Algunes espècies tenen una àrea de distribució enorme, però també hi ha espècies amb una àrea limitada. Rhynchocyon udzungwensis, per exemple, té –fins on se sap– una petita àrea de distribució d'aproximadament 200 quilòmetres quadrats. L'hàbitat de Macroscelides micus consisteix en els sòls de lava solidificats i de color rovell de la Formació Etendeka. La musaranya elefant gegant està representada per sis subespècies aïllades, algunes de les quals tenen una àrea de distribució petita i altres una de relativament gran.

### Hàbitat
Les musaranyes elefant habiten un gran nombre d'hàbitats; l'hàbitat és molt variable. Les diferents espècies es poden trobar en deserts, semideserts, zones rocoses, sabana, praderies, boscos secs i selves tropicals. Algunes espècies viuen en vessants muntanyosos rocosos o amb grans pedres, altres viuen en biòtops amb una densa vegetació al sòl o una gruixuda capa de fullaraca. Rhynchocyon udzungwensis és un habitant típic del bosc, que també es troba en matolls de bambú.
La distribució altitudinal no es coneix per a totes les espècies, i quan es coneix, l'altitud varia segons l'espècie. Rhynchocyon udzungwensis té una distribució molt variable i es troba des d'una alçada de 400 fins a 2300 metres sobre el nivell del mar. Macroscelides micus té una distribució altitudinal molt més estreta, de 400 a 800 metres sobre el nivell del mar. Elephantulus pilicaudus només es troba per sobre dels 1300 metres i la musaranya elefant nord-africana (Elephantulus rozeti) és una habitant de muntanya declarada que es pot trobar fins a una alçada de 2750 metres al voltant dels cims de les muntanyes de la Serralada de l'Atles.

## Característiques
La musaranya és un dels mamífers petits més ràpids, havent-se registrat velocitats de 28,8 km/h. Comparats amb altres mamífers insectívors, els sengis tenen cervells relativament grans
Les musaranyes elefant són mamífers petits, quadrúpedes i insectívors que s'assemblen als rosegadors o als didèlfids, amb cues escatoses, musells llargs i potes força llargues per la seva mida, que utilitzen per desplaçar-se d'un lloc a un altre com els conills. La seva mida varia d'uns a 30 cm, de 50 a 500 g. El pes corporal de l'espècie és d'uns 700 g, el que suposa un 25-50% més que qualsevol altre sengi gegant. El nou Rhynchocyon només es coneix en dues poblacions que cobreixen uns 300 km2 de bosc montà. Té una densitat estimada de 50-80 individus per km2. La musaranya elefant d'orelles curtes té una mida mitjana de 150 mm (5.9 in). Tot i que la mida de la trompa varia entre les espècies, totes són capaces de retorçar-la per buscar aliment. La seva esperança de vida és d'entre dos anys i mig i quatre anys en estat salvatge. Tenen grans dents canines, i també dents molars de corona alta similars a les dels ungulats. La seva fórmula dental és {\displaystyle {\tfrac {1-3.1.4.2}{3.1.4.2-3}}}.
Tot i que en gran part són diürnes i molt actives, són difícils d'atrapar i es veuen molt poc; les musaranyes elefant són cauteloses, estan ben camuflades i són expertes a fugir de les amenaces. Diverses espècies creen una sèrie de camins nets a través de la malesa i es passen el dia patrullant-los a la recerca d'insectes. Si l'animal és molestat, el sender li proporciona una via d'escapament sense obstacles. Llur dieta està composta majoritàriament d'insectes i altres petites criatures, especialment escarabats, aranyes, cucs, formigues i tèrmits, molts agafats del sotabosc, però també mengen llavors i floriments. El gènere Rhynchocyon també excava petits forats cònics al sòl.
Les musaranyes elefant no són animals molt sociables, però moltes viuen en parelles monògames, que comparteixen i defensen el seu territori, marcat amb glàndules d'olor Les espècies de Rhynchocyon també caven petits forats cònics a terra, a l'estil bandicut, però altres poden utilitzar esquerdes naturals o fer nius de fulles.
Les musaranyes elefant d'orelles curtes habiten les estepes seques i els deserts de pedra del sud-oest d'Àfrica. Fins i tot poden trobar-se al Desert del Namib, una de les regions més seques de la terra. Una espècie, la musaranya elefant nord-africana, roman als indrets muntanyosos i semiàrids del nord-oest del continent. Una espècie, la musaranya elefant del nord d'Àfrica, roman al país semiàrid i muntanyós de l'extrem nord-oest d'Àfrica. La musaranya elefant de Somàlia va passar desapercebuda des de 1968 fins al 2020, però va ser redescoberta per un grup de científics a Djibouti.
Les femelles allunyen altres femelles, mentre que els mascles intenten allunyar altres mascles. Encara que viuen en parelles, els membres de la parella no es preocupen gaire l'un de l'altre i el seu únic propòsit d'associar-se amb el sexe oposat és la reproducció. Els comportaments socials no són gaire comuns i fins i tot tenen nius separats. Les cries (una o dues) estan ben desenvolupades en néixer; són capaces de córrer poques hores després.
Tot i que són quasi sempre diürnes i molt actives, són difícils d'atrapar i rarament vistes: les musaranyes elefant són cautes, estan ben camuflades i són expertes en fugir corrent de les amenaces. Algunes espècies creen una sèrie de camins lliures d'obstacles al sotabosc i es passen el dia patrullant-los a la recerca d'insectes: en cas de perill, el camí ofereix una escapatòria lliure d'obstacles.
Les femelles de les musaranyes elefant tenen un cicle menstrual similar al de les dones humanes i l'espècie és un dels pocs mamífers no primats que ho fa. Les musaranyes elefant es van utilitzar a la dècada de 1940 per estudiar el cicle menstrual humà. El període d'aparellament de la musaranya elefant dura diversos dies. Després de l'aparellament, la parella torna als seus hàbits solitaris. Després d'un període de gestació que varia de 45 a 60 dies, la femella tindrà ventrades d'una a tres cries diverses vegades a l'any. Les cries neixen relativament ben desenvolupades, però romanen al niu durant diversos dies abans d'aventurar-se a l'exterior
Després de cinc dies, la dieta làctia de les cries es complementa amb insectes triturats, que es recullen i es transporten a les bosses de les galtes de la femella. Les cries comencen llavors a explorar lentament el seu entorn i a caçar insectes. Al cap d'uns 15 dies, les cries inicien la fase migratòria de la seva vida, la qual cosa disminueix la seva dependència de la mare. A continuació, les cries establiran les seves pròpies àrees de distribució (al voltant de 1 km2 (0.39 sq mi)) i seran sexualment actives en 41-46 dies.
Les característiques tèrmiques de les musaranyes elefant de mida corporal, hàbitat i distribució similars són molt pròximes en la majoria de les classificacions. Poden mantenir la homeotèrmia en diferents temperatures ambientals en les quals la majoria de les espècies regulen la seva temperatura corporal a 35 °C i no es tornen hipertèrmiques, sinó que equilibren la descàrrega de calor augmentant l'EWL (pèrdua d'aigua per evaporació).
La història evolutiva de les musaranyes elefants sempre ha estat obscura. En diversos moments, han estat classificades juntament amb les musaranyes i els eriçons com a part del tàxon Insectivora; vistes com a parents distants dels ungulats; agrupades amb les tupaies; i apilades amb els conills i les llebres dins els lagomorfs. Les proves moleculars recents, tanmateix, donen suport a un superordre Afrotheria que uneixi els tenrecs i els talps daurats amb certs ungulats o mamífers que han estat considerats ungulats alguna vegada, tals com els damans, els sirenis, porcs formiguers i elefants.

## Hàbits alimentaris
Les musaranyes elefant s'alimenten principalment d'insectes, aranyes, centpeus, milpeus i cucs de terra. Sol utilitzar el seu nas per trobar la presa i la seva llengua per introduir el menjar petit a la boca, d'una manera molt semblant a un os formiguer. Menjar preses grans pot ser un repte; una musaranya elefant que lluita amb un cuc de terra primer ha de clavar la presa a terra amb una pota davantera. Després, girant el cap de costat, mastega els trossos amb les dents de la galta, com un gos que mastega un os. És un procés desordenat, i molts trossos petits de cuc cauen a terra; simplement els recull amb la llengua. Algunes musaranyes elefant també s'alimenten de petites quantitats de matèria vegetal, especialment fulles noves, llavors i petits fruits.

## Evolució
Es coneixen diverses espècies fòssils de musaranyes elefant, totes d'Àfrica. Es van separar de l'ordre d'aparença similar Leptictida. Durant el període Paleogen es va produir una considerable diversificació dels macroscèlids. Alguns, com el Myohyrax, eren tan semblants als hiracoïdeus que es van incloure inicialment en aquest grup, mentre que altres, com el Mylomygale, eren relativament semblants als rosegadors. Totes aquestes formes inusuals es van extingir al Plistocè Tot i que els macroscèlids van ser classificats en el passat amb molts grups, sovint sobre la base de característiques superficials, considerables evidències morfològiques i moleculars els situen dins d'Afrotheria, a la base d'Afroinsectivora.
Pel que fa a la cronologia, es creu que la divergència entre els macroscèlids i els afrosorícids es va produir fa aproximadament 57,5 milions d'anys (Ma), a finals del Paleocè, mentre que la diversificació dels macroscèlids actuals va començar aparentment quan el llinatge Rhynchocyon es va separar fa uns 33 Ma, a principis de l'Oligocè. Es considera que Elephantulus es va separar de Macroscelidini més tard a l'Oligocè, fa uns 28,5 Ma.

## Filogènesi
| Sirenia     | \| \| Trichechidae \| \| \| \| \| \| Dugongidae \| \| \| \| |
|             | \| \| Trichechidae \| \| \| \| \| \| Dugongidae \| \| \| \| |
| Proboscidea | Elephantidae                                                |
|             | Elephantidae                                                |
|             | Trichechidae                                                |
|             |                                                             |
|             | Dugongidae                                                  |
|             |                                                             |

|  | Trichechidae |
|  |              |
|  | Dugongidae   |
|  |              |

| Sirenia     | \| \| Trichechidae \| \| \| \| \| \| Dugongidae \| \| \| \| |
|             | \| \| Trichechidae \| \| \| \| \| \| Dugongidae \| \| \| \| |
| Proboscidea | Elephantidae                                                |
|             | Elephantidae                                                |
|             | Trichechidae                                                |
|             |                                                             |
|             | Dugongidae                                                  |
|             |                                                             |

|  | Trichechidae |
|  |              |
|  | Dugongidae   |
|  |              |

|               | Chrysochloridae                                              |
|               |                                                              |
| Tenrecomorpha | \| \| Tenrecidae \| \| \| \| \| \| Potamogalidae \| \| \| \| |
|               | \| \| Tenrecidae \| \| \| \| \| \| Potamogalidae \| \| \| \| |
|               | Tenrecidae                                                   |
|               |                                                              |
|               | Potamogalidae                                                |
|               |                                                              |

|  | Tenrecidae    |
|  |               |
|  | Potamogalidae |
|  |               |

|               | Chrysochloridae                                              |
|               |                                                              |
| Tenrecomorpha | \| \| Tenrecidae \| \| \| \| \| \| Potamogalidae \| \| \| \| |
|               | \| \| Tenrecidae \| \| \| \| \| \| Potamogalidae \| \| \| \| |
|               | Tenrecidae                                                   |
|               |                                                              |
|               | Potamogalidae                                                |
|               |                                                              |

|  | Tenrecidae    |
|  |               |
|  | Potamogalidae |
|  |               |

|               | Chrysochloridae                                              |
|               |                                                              |
| Tenrecomorpha | \| \| Tenrecidae \| \| \| \| \| \| Potamogalidae \| \| \| \| |
|               | \| \| Tenrecidae \| \| \| \| \| \| Potamogalidae \| \| \| \| |
|               | Tenrecidae                                                   |
|               |                                                              |
|               | Potamogalidae                                                |
|               |                                                              |

|  | Tenrecidae    |
|  |               |
|  | Potamogalidae |
|  |               |

|               | Chrysochloridae                                              |
|               |                                                              |
| Tenrecomorpha | \| \| Tenrecidae \| \| \| \| \| \| Potamogalidae \| \| \| \| |
|               | \| \| Tenrecidae \| \| \| \| \| \| Potamogalidae \| \| \| \| |
|               | Tenrecidae                                                   |
|               |                                                              |
|               | Potamogalidae                                                |
|               |                                                              |

|  | Tenrecidae    |
|  |               |
|  | Potamogalidae |
|  |               |

| Sirenia     | \| \| Trichechidae \| \| \| \| \| \| Dugongidae \| \| \| \| |
|             | \| \| Trichechidae \| \| \| \| \| \| Dugongidae \| \| \| \| |
| Proboscidea | Elephantidae                                                |
|             | Elephantidae                                                |
|             | Trichechidae                                                |
|             |                                                             |
|             | Dugongidae                                                  |
|             |                                                             |

|  | Trichechidae |
|  |              |
|  | Dugongidae   |
|  |              |

| Sirenia     | \| \| Trichechidae \| \| \| \| \| \| Dugongidae \| \| \| \| |
|             | \| \| Trichechidae \| \| \| \| \| \| Dugongidae \| \| \| \| |
| Proboscidea | Elephantidae                                                |
|             | Elephantidae                                                |
|             | Trichechidae                                                |
|             |                                                             |
|             | Dugongidae                                                  |
|             |                                                             |

|  | Trichechidae |
|  |              |
|  | Dugongidae   |
|  |              |

|               | Chrysochloridae                                              |
|               |                                                              |
| Tenrecomorpha | \| \| Tenrecidae \| \| \| \| \| \| Potamogalidae \| \| \| \| |
|               | \| \| Tenrecidae \| \| \| \| \| \| Potamogalidae \| \| \| \| |
|               | Tenrecidae                                                   |
|               |                                                              |
|               | Potamogalidae                                                |
|               |                                                              |

|  | Tenrecidae    |
|  |               |
|  | Potamogalidae |
|  |               |

|               | Chrysochloridae                                              |
|               |                                                              |
| Tenrecomorpha | \| \| Tenrecidae \| \| \| \| \| \| Potamogalidae \| \| \| \| |
|               | \| \| Tenrecidae \| \| \| \| \| \| Potamogalidae \| \| \| \| |
|               | Tenrecidae                                                   |
|               |                                                              |
|               | Potamogalidae                                                |
|               |                                                              |

|  | Tenrecidae    |
|  |               |
|  | Potamogalidae |
|  |               |

|               | Chrysochloridae                                              |
|               |                                                              |
| Tenrecomorpha | \| \| Tenrecidae \| \| \| \| \| \| Potamogalidae \| \| \| \| |
|               | \| \| Tenrecidae \| \| \| \| \| \| Potamogalidae \| \| \| \| |
|               | Tenrecidae                                                   |
|               |                                                              |
|               | Potamogalidae                                                |
|               |                                                              |

|  | Tenrecidae    |
|  |               |
|  | Potamogalidae |
|  |               |

|               | Chrysochloridae                                              |
|               |                                                              |
| Tenrecomorpha | \| \| Tenrecidae \| \| \| \| \| \| Potamogalidae \| \| \| \| |
|               | \| \| Tenrecidae \| \| \| \| \| \| Potamogalidae \| \| \| \| |
|               | Tenrecidae                                                   |
|               |                                                              |
|               | Potamogalidae                                                |
|               |                                                              |

|  | Tenrecidae    |
|  |               |
|  | Potamogalidae |
|  |               |

| Sirenia     | \| \| Trichechidae \| \| \| \| \| \| Dugongidae \| \| \| \| |
|             | \| \| Trichechidae \| \| \| \| \| \| Dugongidae \| \| \| \| |
| Proboscidea | Elephantidae                                                |
|             | Elephantidae                                                |
|             | Trichechidae                                                |
|             |                                                             |
|             | Dugongidae                                                  |
|             |                                                             |

|  | Trichechidae |
|  |              |
|  | Dugongidae   |
|  |              |

| Sirenia     | \| \| Trichechidae \| \| \| \| \| \| Dugongidae \| \| \| \| |
|             | \| \| Trichechidae \| \| \| \| \| \| Dugongidae \| \| \| \| |
| Proboscidea | Elephantidae                                                |
|             | Elephantidae                                                |
|             | Trichechidae                                                |
|             |                                                             |
|             | Dugongidae                                                  |
|             |                                                             |

|  | Trichechidae |
|  |              |
|  | Dugongidae   |
|  |              |

|               | Chrysochloridae                                              |
|               |                                                              |
| Tenrecomorpha | \| \| Tenrecidae \| \| \| \| \| \| Potamogalidae \| \| \| \| |
|               | \| \| Tenrecidae \| \| \| \| \| \| Potamogalidae \| \| \| \| |
|               | Tenrecidae                                                   |
|               |                                                              |
|               | Potamogalidae                                                |
|               |                                                              |

|  | Tenrecidae    |
|  |               |
|  | Potamogalidae |
|  |               |

|               | Chrysochloridae                                              |
|               |                                                              |
| Tenrecomorpha | \| \| Tenrecidae \| \| \| \| \| \| Potamogalidae \| \| \| \| |
|               | \| \| Tenrecidae \| \| \| \| \| \| Potamogalidae \| \| \| \| |
|               | Tenrecidae                                                   |
|               |                                                              |
|               | Potamogalidae                                                |
|               |                                                              |

|  | Tenrecidae    |
|  |               |
|  | Potamogalidae |
|  |               |

|               | Chrysochloridae                                              |
|               |                                                              |
| Tenrecomorpha | \| \| Tenrecidae \| \| \| \| \| \| Potamogalidae \| \| \| \| |
|               | \| \| Tenrecidae \| \| \| \| \| \| Potamogalidae \| \| \| \| |
|               | Tenrecidae                                                   |
|               |                                                              |
|               | Potamogalidae                                                |
|               |                                                              |

|  | Tenrecidae    |
|  |               |
|  | Potamogalidae |
|  |               |

|               | Chrysochloridae                                              |
|               |                                                              |
| Tenrecomorpha | \| \| Tenrecidae \| \| \| \| \| \| Potamogalidae \| \| \| \| |
|               | \| \| Tenrecidae \| \| \| \| \| \| Potamogalidae \| \| \| \| |
|               | Tenrecidae                                                   |
|               |                                                              |
|               | Potamogalidae                                                |
|               |                                                              |

|  | Tenrecidae    |
|  |               |
|  | Potamogalidae |
|  |               |

| Sirenia     | \| \| Trichechidae \| \| \| \| \| \| Dugongidae \| \| \| \| |
|             | \| \| Trichechidae \| \| \| \| \| \| Dugongidae \| \| \| \| |
| Proboscidea | Elephantidae                                                |
|             | Elephantidae                                                |
|             | Trichechidae                                                |
|             |                                                             |
|             | Dugongidae                                                  |
|             |                                                             |

|  | Trichechidae |
|  |              |
|  | Dugongidae   |
|  |              |

| Sirenia     | \| \| Trichechidae \| \| \| \| \| \| Dugongidae \| \| \| \| |
|             | \| \| Trichechidae \| \| \| \| \| \| Dugongidae \| \| \| \| |
| Proboscidea | Elephantidae                                                |
|             | Elephantidae                                                |
|             | Trichechidae                                                |
|             |                                                             |
|             | Dugongidae                                                  |
|             |                                                             |

|  | Trichechidae |
|  |              |
|  | Dugongidae   |
|  |              |

|               | Chrysochloridae                                              |
|               |                                                              |
| Tenrecomorpha | \| \| Tenrecidae \| \| \| \| \| \| Potamogalidae \| \| \| \| |
|               | \| \| Tenrecidae \| \| \| \| \| \| Potamogalidae \| \| \| \| |
|               | Tenrecidae                                                   |
|               |                                                              |
|               | Potamogalidae                                                |
|               |                                                              |

|  | Tenrecidae    |
|  |               |
|  | Potamogalidae |
|  |               |

|               | Chrysochloridae                                              |
|               |                                                              |
| Tenrecomorpha | \| \| Tenrecidae \| \| \| \| \| \| Potamogalidae \| \| \| \| |
|               | \| \| Tenrecidae \| \| \| \| \| \| Potamogalidae \| \| \| \| |
|               | Tenrecidae                                                   |
|               |                                                              |
|               | Potamogalidae                                                |
|               |                                                              |

|  | Tenrecidae    |
|  |               |
|  | Potamogalidae |
|  |               |

|               | Chrysochloridae                                              |
|               |                                                              |
| Tenrecomorpha | \| \| Tenrecidae \| \| \| \| \| \| Potamogalidae \| \| \| \| |
|               | \| \| Tenrecidae \| \| \| \| \| \| Potamogalidae \| \| \| \| |
|               | Tenrecidae                                                   |
|               |                                                              |
|               | Potamogalidae                                                |
|               |                                                              |

|  | Tenrecidae    |
|  |               |
|  | Potamogalidae |
|  |               |

|               | Chrysochloridae                                              |
|               |                                                              |
| Tenrecomorpha | \| \| Tenrecidae \| \| \| \| \| \| Potamogalidae \| \| \| \| |
|               | \| \| Tenrecidae \| \| \| \| \| \| Potamogalidae \| \| \| \| |
|               | Tenrecidae                                                   |
|               |                                                              |
|               | Potamogalidae                                                |
|               |                                                              |

|  | Tenrecidae    |
|  |               |
|  | Potamogalidae |
|  |               |

## Classificació

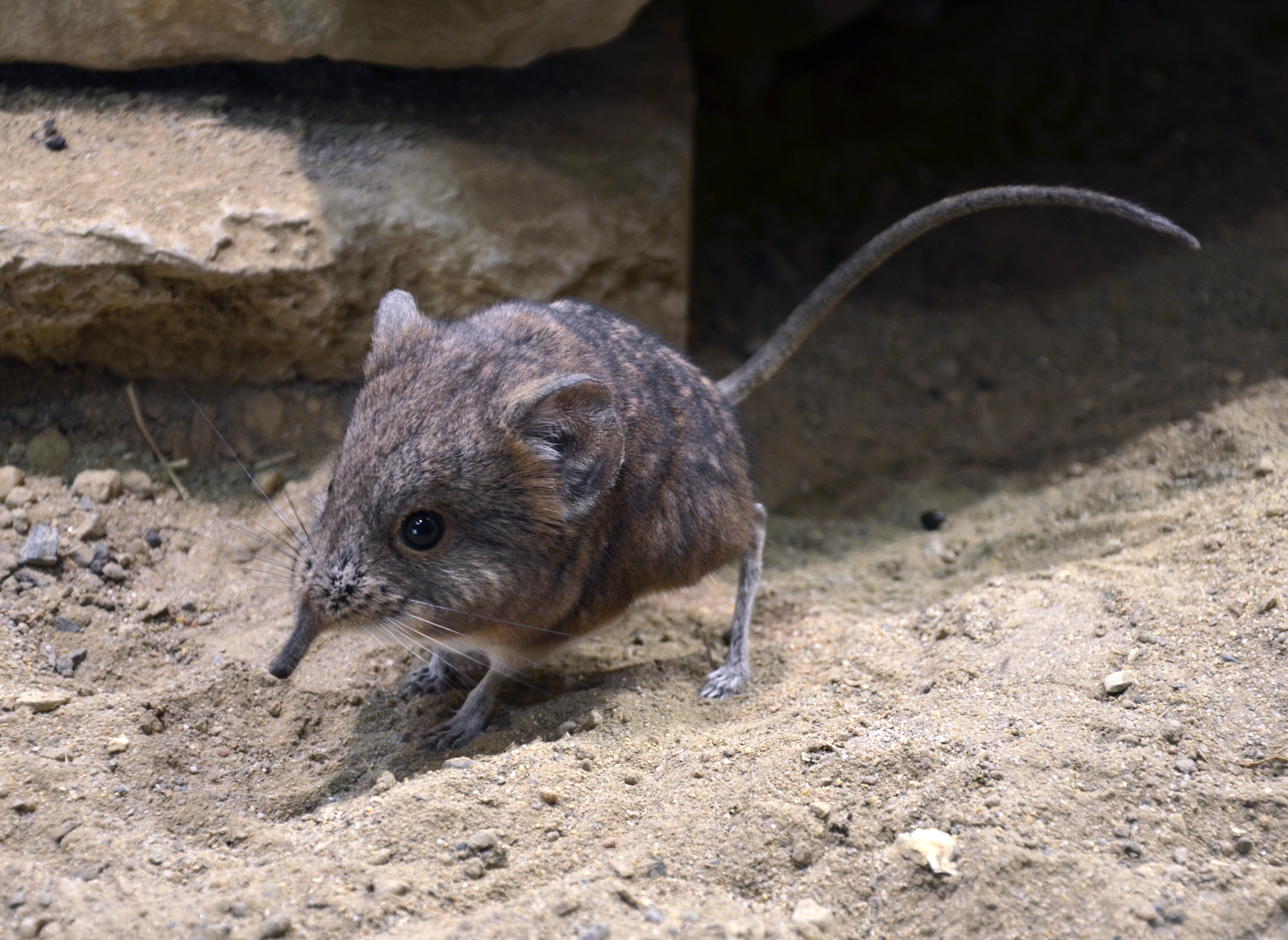
Musaranya elefant d'orelles curtes, Macroscelides proboscideus, Zoo de Basilea.

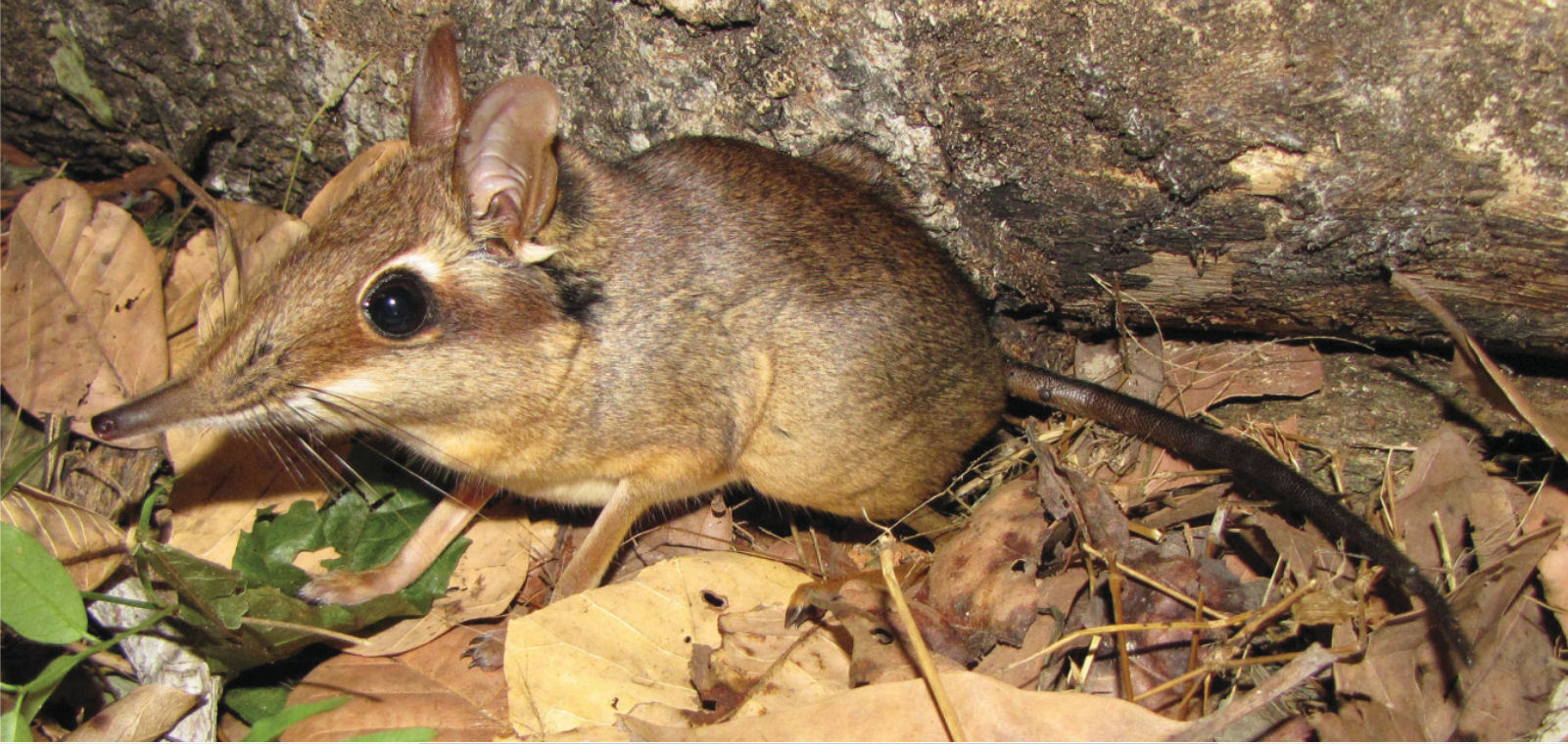
Sengi de quatre dits, Petrodromus tetradactylus, Moçambic

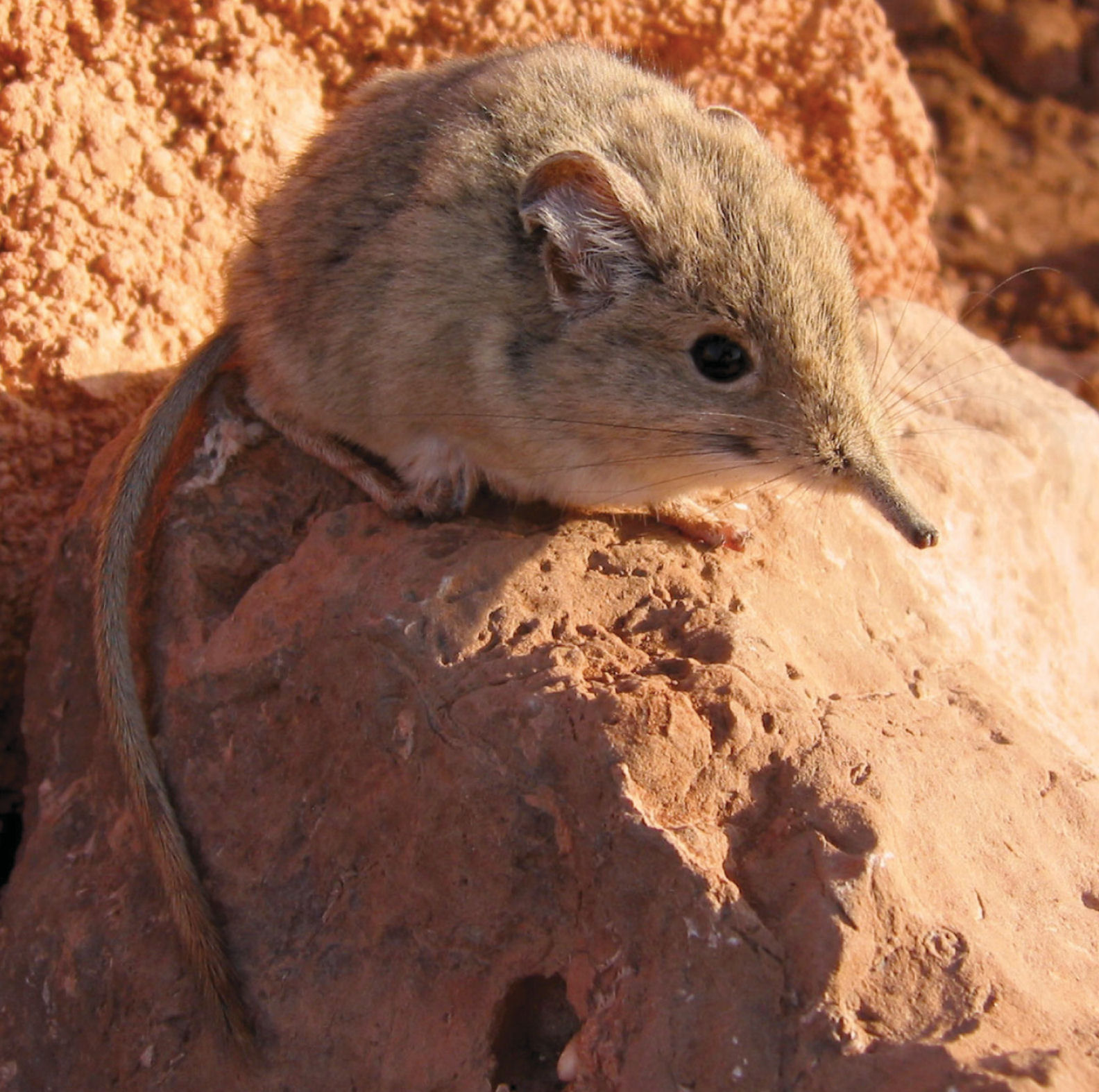
Musaranya elefant del nord d'Àfrica, Petrosaltator rozeti, Marroc

Les 20 espècies de musaranyes elefant es classifiquen en sis gèneres, tres dels quals són monotípics:
ORDRE MACROSCELIDEA
- - Família Macroscelididae
    - Gènere Elephantulus
      - Musaranya elefant de musell curt, E. brachyrhynchus
      - Musaranya elefant del Cap, E. edwardii
      - Musaranya elefant de peus foscos, E. fuscipes
      - Musaranya elefant fosca, E. fuscus
      - Musaranya elefant de Bushveld, E. intufi
      - Musaranya elefant de roca oriental, E. myurus
      - Musaranya elefant de roca de Karoo, E. pilicaudus[23]
      - Musaranya elefant de roca occidental, E. rupestris

    - Gènere Galegeeska
      - Musaranya elefant somali, G. revoilii[21]{
      - Musaranya elefant rossa, G. rufescens[24]

    - Gènere Macroscelides
      - Musaranya elefant d'orelles rodones del Namib, M. flavicaudatus
      - Musaranya elefant d'orelles grans d'Etendeka, M. micus
      - Musaranya elefant d'orelles rodones, M. proboscideus

    - Gènere Petrodromus
      - Musaranya elefant de quatre dits, P. tetradactylus

    - Gènere Petrosaltator
      - Musaranya elefant del nord d'Àfrica, P. rozeti

    - Gènere Rhynchocyon
      - Musaranya elefant d'espatlla groga, R. chrysopygus
      - Musaranya elefant gegant, R. cirnei
      - Musaranya elefant negra i rogenca (de Peters), R. petersi
      - Musaranya elefant de Stuhlmann, R. stuhlmanni[25]
      - Sengi de cara grisa, R. udzungwensis